# Sundadanio
Genre
Sundadanio est un genre de poissons téléostéens de la famille des Cyprinidae et de l'ordre des Cypriniformes. Sundadanio est un genre de cyprinidés qui se rencontre dans les habitats d'eau douce, généralement marécageux, les ruisseaux ou tourbières de Bornéo et de Sumatra (ainsi qu'à proximité de petites îles) en Asie du Sud. Ce sont de très petits poissons, mais légèrement plus grands que leurs proches parents Paedocypris.

## Liste des espèces
Selon FishBase (9 septembre 2015) :
- Sundadanio atomus Conway, Kottelat & Tan, 2011
- Sundadanio axelrodi (Brittan, 1976)
- Sundadanio echinus Conway, Kottelat & Tan, 2011
- Sundadanio gargula Conway, Kottelat & Tan, 2011
- Sundadanio goblinus Conway, Kottelat & Tan, 2011
- Sundadanio margarition Conway, Kottelat & Tan, 2011
- Sundadanio retiarius Conway, Kottelat & Tan, 2011
- Sundadanio rubellus Conway, Kottelat & Tan, 2011